# برادران هنکین
برادران هنکین (انگلیسی: The Henkin Brothers؛ ۱۴ دسامبر ۱۹۰۰ – ۳ ژانویه ۱۹۳۸) عکاس خیابانی اهل روسیه بودند.